# Dianthus scardicus
Dianthus scardicus är en nejlikväxtart som beskrevs av Richard von Wettstein. Dianthus scardicus ingår i släktet nejlikor, och familjen nejlikväxter. Inga underarter finns listade i Catalogue of Life.